# Klein Henszlein

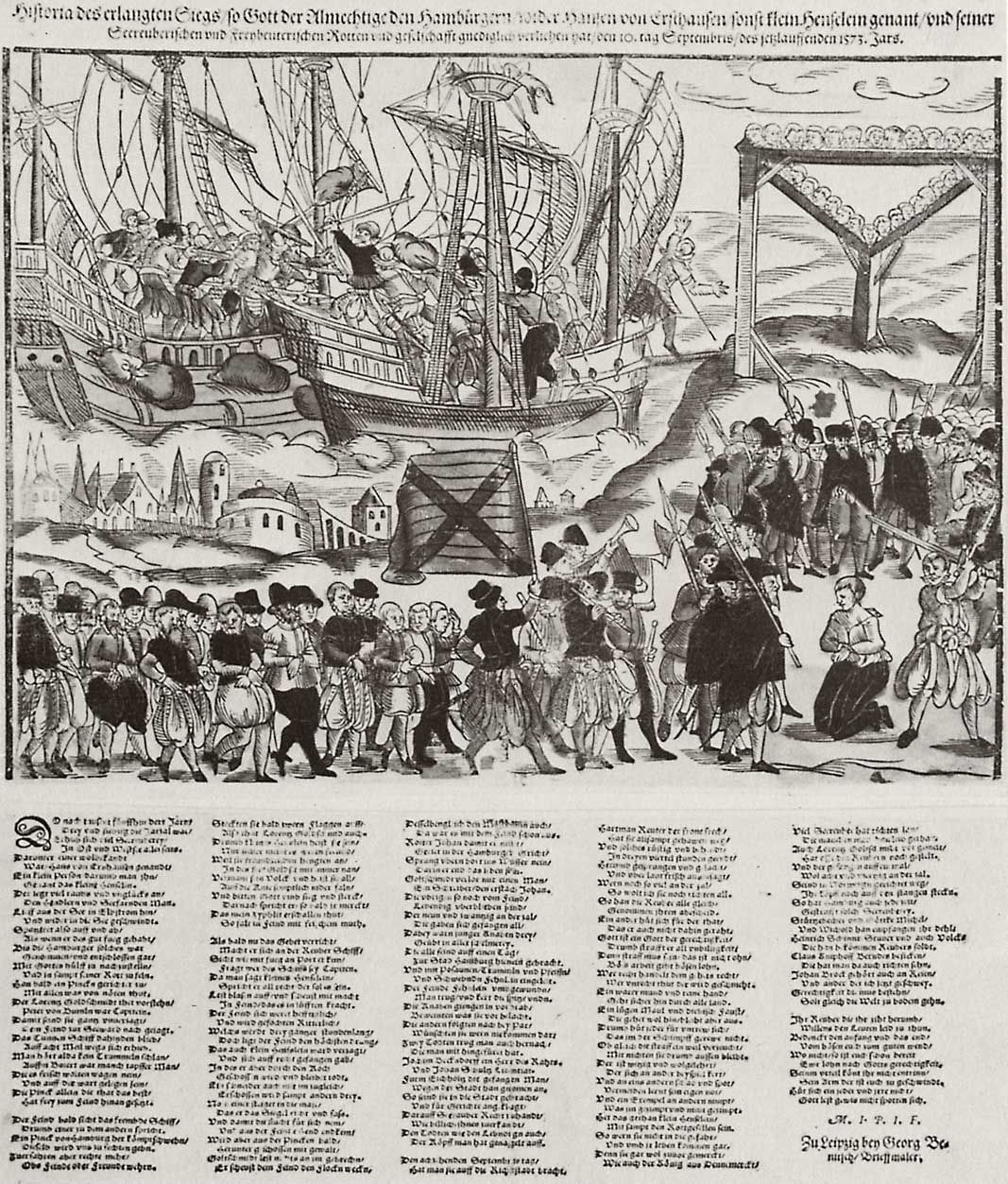
Georg Benitsch, Gefangennahme und Hinrichtung des Piraten Hans von Erschausen und seiner Mannschaft am 10. September 1573

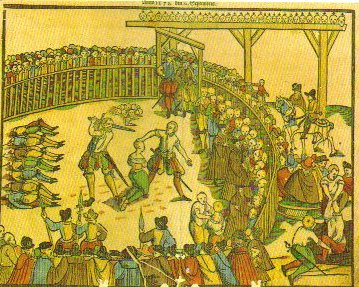
Flugblatt zur Hinrichtung Henszleins, Flugblatt Nachrichtensammlung J. J. Wick (1560–1586), gedruckt bei Hans Weigel Nürnberg.

Klein Henszlein (Klaus Hanslein) (hingerichtet 10. September 1573 in Hamburg) war ein wegen seines geringen Wuchses so bezeichneter Pirat, der von 1560 bis zu seiner Festsetzung durch eine Hamburger Flotte 1573 Handelsschiffe innerhalb der Nordsee ausraubte. Er wurde zusammen mit 33 ihm angehörigen Seeräubern in Hamburg durch Enthaupten hingerichtet und ihre Köpfe auf Picken aufgerichtet.